# Peñaflor (Hiszpania)
Peñaflor – gmina w Hiszpanii, w prowincji Sewilla, w Andaluzji, o powierzchni 82,89 km². W 2011 roku gmina liczyła 3788 mieszkańców.